# Lusholmen
Lusholmen är en ö i Finland. Den ligger i kommunen Kimitoön i den ekonomiska regionen  Åboland och landskapet Egentliga Finland, i den södra delen av landet, 140 km väster om huvudstaden Helsingfors.
Lusholmen ligger precis intill Dalsbruk och har vägförbindelse dir via Tyska Holmen. Viken mellan Lusholmen och Byholmen erbjuder en skyddad hamn och här finns också en marina med plats för runt hundra båtar.